# Tserenjavyn Enkhjargal
Tserenjavyn Enkhjargal (26 ottobre 1984) è un calciatore mongolo, difensore dell'Erchim e della Nazionale mongola.

## Carriera

### Club
Gioca dal 2003 al 2004 all'Ulaanbaator Mon-Uran. Nel 2005 passa all'Ulaanbaatar. Nel 2011 si trasferisce all'Erchim.

### Nazionale
Debutta in Nazionale nel 2000.

## Palmarès

### Club

#### Competizioni nazionali
- Niislel League: 4

Erchim: 2012, 2013, 2015, 2016